# Luísa Horta
Luísa Horta (Santa Cruz do Sul, 8 de julho de 1992), é uma atriz, dubladora  e diretora de dublagem brasileira.

## Carreira
Formada em atuação pela Universidade Federal do Rio Grande do Sul, Horta sempre teve interesse na área, tendo um irmão ator e participando de peças escolares. Devido aos animes que assistia, também se interessou por dublagem na mesma época.
Um de seus primeiros trabalhos foi na série Zoo da Zu, da Discovery Kids, onde interpretou a botânica Helô. Também fez parte do elenco da série Mundo CurioZoo (com a mesma personagem), além de fazer trabalhos de dublagem para programas dos canais Discovery.
Atuou no filme Bio: Construindo uma Vida, do diretor Carlos Gerbase; e na série Dr4gon, da Globoplay. Nesta, Horta interpretou uma personagem envolta no mundo de jogos eletrônicos. Na campanha de divulgação da série, relatou ter ouvido comentários agressivos em suas experiências jogando online devido ao fato de ser uma mulher.
Horta já foi convidada a participar de vários eventos de cultura pop devido a seu trabalho, como Parada Nerd, CCXP, Anime Friends e Anime Summit.
Desde 2017, exerce a profissão de dubladora. Uma de suas personagens mais famosas é Uraraka Ochaco, de My Hero Academia. Curiosamente, era fã da dela antes mesmo de ser escalada para interpretá-la.
Também se juntou ao time de dubladores de One Piece, sendo a voz da sereia Camie. Outros papéis de destaque na área de dublagem são Cha Hae-In, de Solo Leveling, cuja dublagem Horta também dirige; e Skye, do jogo Valorant.
Horta, aliás, já foi escalada para papéis masculinos, evidenciando a amplitude de seu timbre.
Assim como boa parte dos dubladores do Brasil, Horta defende a necessidade de regulamentação sobre o uso de inteligência artificial em obras artísticas.
Em 2023, participou do videoclipe da canção "Cosmic Stravaganza", do cantor brasileiro de anison Ricardo Cruz.
Em 2024, assumiu o posto de assistente de direção de dublagem do anime Date A Live.
Em 2025, dirigiu a dublagem de Black Butler -Emerald Witch Arc- junto com André Rinaldi.

## Prêmios
| Ano  | Premiação           | Categoria                                 | Papel/Obra                        | Resultado | Fonte  |
| ---- | ------------------- | ----------------------------------------- | --------------------------------- | --------- | ------ |
| 2021 | Anime Awards Brasil | Melhor Performance em Dublagem Brasileira | Uraraka, em Boku no Hero Academia | Indicada  | [ 19 ] |